# Сражение при Нечесе
Сражение при Нечесе (англ. Battle of the Neches) — сражение между армией Республики Техас, с одной стороны, и делаварами и чероки, с другой, состоявшееся 15 и 16 июля 1839 года близ реки Нечес на территории современных округов Хендерсон и Ван-Зандт. Второй президент Республики Техас Мирабо Ламар потребовал изгнать чероки, которые мигрировали в страну с юго-востока Соединённых Штатов, чтобы избежать принудительного переселения на Индейскую территорию. Попытка выселить индейцев с их земель привела к вооружённому конфликту, апогеем которого стало Сражение при Нечесе.

## Предыстория
Первый президент Республики Техас Сэм Хьюстон в детстве жил среди чероки в Теннесси и искренне привязался к этому народу. Став главой вновь образованного государства, он стремился поддерживать мир со всеми индейскими племенами. Его усилий по поиску решения проблем с коренными народами оказалось, однако, недостаточно. Решимость многочисленных американских мигрантов захватить индейские земли, а также их ненависть и страх, которые они испытывали в отношении местных племён, были слишком сильны. Чероки не были аборигенами Восточного Техаса — в 1819 году небольшая группа народа под руководством вождя Боулза покинула Юго-Восток США и отправилась на запад. В конечном итоге индейцы нашли пристанище среди лесов и прерий на востоке Техаса, поселившись в этой местности раньше белых колонистов. Хьюстон на своём посту сделал всё возможное, чтобы подтвердить права чероки на территорию, на которой они проживали. В 1836 году он подписал с вождями группы Боулза договор, признавший права индейцев на землю, но через два года возросшее недовольство англоамериканских поселенцев присутствием чероки на территории республики привело к вооружённому конфликту.

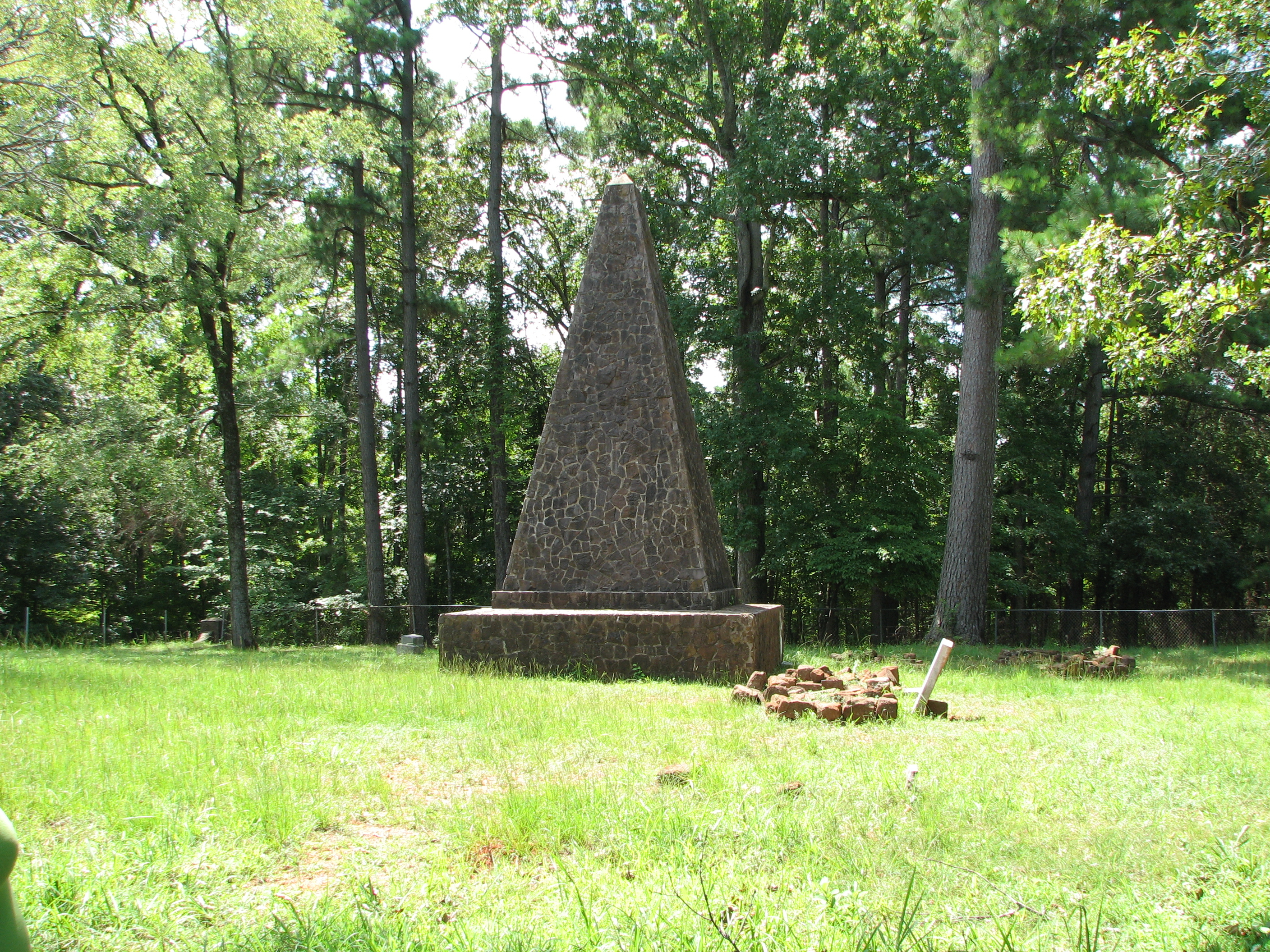
Монумент на месте убийства семьи Киллоу

В 1838 году на землях чероки поселилась большая семья Айзека Киллоу. Колонисты не знали, что на эту территорию претендовала группа вождя Боулза. Ни о чём не подозревая, переселенцы из Алабамы начали расчищать землю под посевы и строить дома. Появление американцев в этом районе Техаса возмутило чероки, считавших, что они уже достаточно уступили территорий белым людям. 5 октября 1838 года группа индейцев напала на поселение Киллоу. 18 человек, работавших в полях, были индейцами убиты, спастись удалось немногим. Чероки забрали с собой лошадей, фургон, оружие и несколько голов крупного рогатого скота.
После убийства членов семьи Киллоу ненависть техасцев к чероки возросла. Когда появились сообщения, что власти Мексики связались с Боулзом и его людьми в надежде побудить их к восстанию, положение чероки ухудшилось ещё больше. Но наиболее пагубным для племени стало избрание в ноябре 1838 года президентом Техаса ненавидевшего индейцев Мирабо Ламара; он был выходцем из Джорджии, где американцы жестоко обходились с чероки. Новый президент республики предпочитал не договариваться с индейцами, а воевать. Ламар сразу же начал проводить политику, направленную на изгнание чероки с территории Техаса. Игнорируя прежние договорённости Хьюстона, он назначил комиссию для предъявления ультиматума индейским вождям. Согласно требованиям президента, чероки должны были покинуть свои дома в Техасе и отправиться на Индейскую территорию.

## Попытка переговоров
После получения ультиматума Ламара, вождь Боулз ответил техасцам, что ведущие лидеры его группы не согласились на добровольное изгнание. Чероки не хотели, чтобы их отправили на Индейскую территорию под конвоем, словно побеждённых или пленников. Одним из требований Ламара было разоружение индейцев, которое воины категорически отвергли, опасаясь, что их сразу же перебьют после этого.
В июне 1839 года индейский агент Мартин Лейси, доктор Джоуэрс, Джон Хеннингер Рейган и переводчик Кордрей посетили деревню чероки близ современного города Альто. Боулз сказал членам комиссии, что молодые люди его племени готовы к войне, хотя он и вождь Гатунвали хотели её избежать. Лидер чероки заявил, что у него нет другого выбора, кроме как подчиниться желанию своего народа, и добавил: если он будет воевать, белые убьют его, а если он откажется сражаться, его убьют собственные воины.
Далее Боулз рассказал о тяжёлом положение своего племени. Он возглавлял эту группу с тех пор, как они впервые отделились от основной массы мигрантов-чероки в Арканзасе. Первоначально вождь и его люди пытались поселиться в верховьях реки Тринити, но местные индейцы начали войну с ними. Тогда Боулз переместил своё племя на восток и они стали проживать недалеко от города
Накодочеса с согласия мексиканского правительства. Когда Сэм Хьюстон стал президентом, он подтвердил право чероки на занимаемые ими земли. Теперь, находясь в возрасте 83 лет, вождь готов был следовать воле собственного племени и умереть за свою землю. Закончив переговоры, техасские послы вернулись домой. Дальнейшие попытки выселить чероки ни к чему не привели и обе стороны стали готовиться к войне. После встречи с членами комиссии, понимая неизбежность войны с белыми людьми, Боулз попытался привлечь на свою сторону шауни и делаваров, проживающих в Техасе.

## Сражение

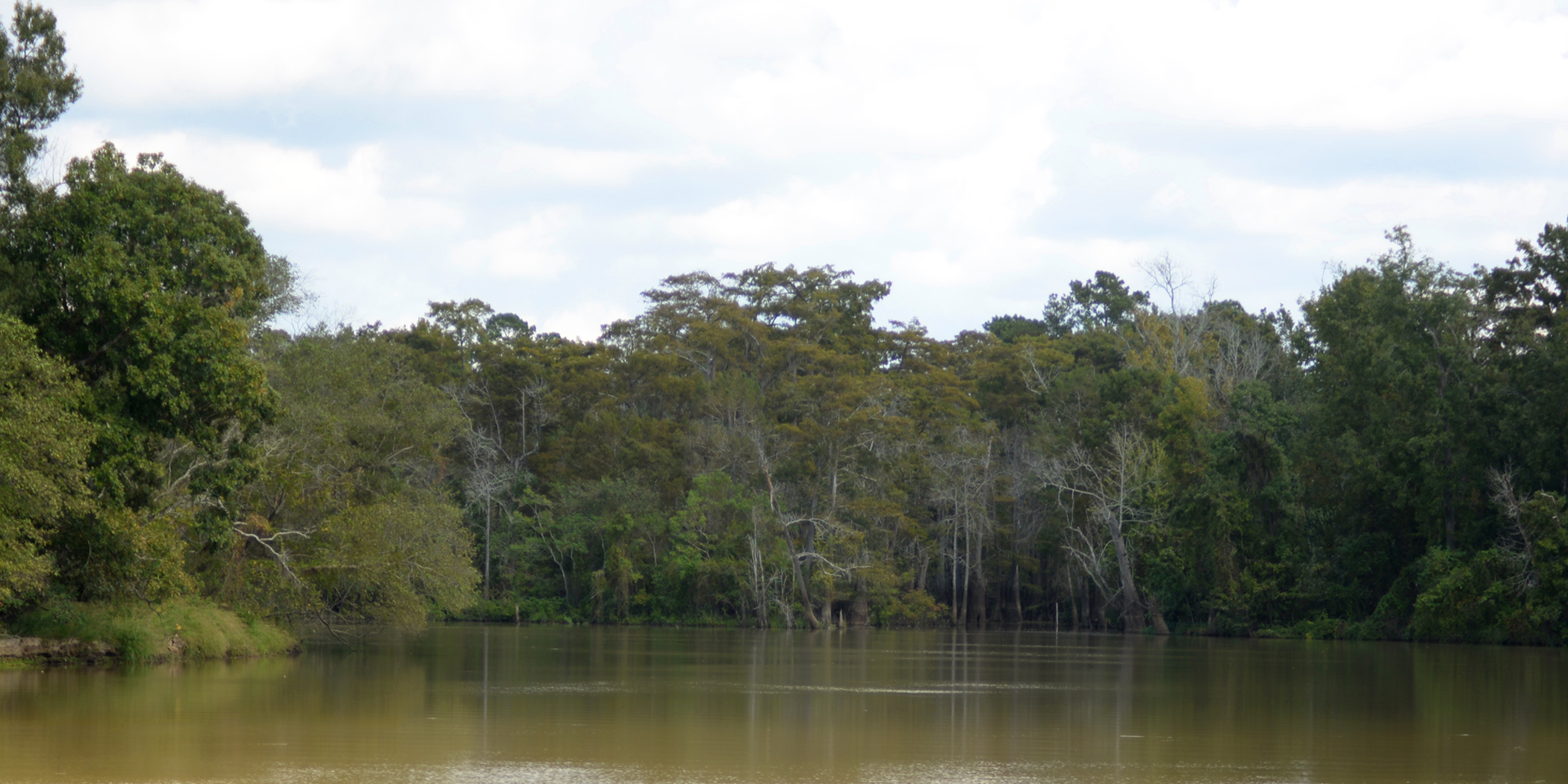
Река Нечес

27 июня 1839 года президент Техаса назначил пять человек в специальную комиссию, которая должна была ещё раз убедить чероки отправиться на Индейскую территорию. В состав комиссии вошли генерал-майор Томас Джефферсон Раск, вице-президент Дэвид Бернет, военный министр Альберт Сидни Джонстон, Айзек Уоттс Бертон и Джеймс Мэйфилд. Ламар уполномочил комиссаров выплатить денежную компенсацию индейцам, если они согласятся на переселение. Президент подчеркнул, что затягивать вопрос с выдворением чероки не стоит и если они будут тянуть время с принятием решения, то «лишь полное уничтожение всего, чем они владеют, и истребление их племени успокоит негодование белых людей».
Одновременно с комиссией к поселению чероки двинулась техасская армия под руководством генерала Келси Дугласа. Примерно в 10 км к югу от индейской деревни на ручье Каунсил-Крик техасцы встали лагерем в месте, которое позже стало называться Кэмп-Джонстон. В этом лагере разместились их основные силы. Пока велись переговоры с вождём Боулзом, в распоряжение Дугласа продолжали прибывать новые подразделения армии и добровольцев, а также скауты-тонкава. Около полудня 14 июля члены комиссии вернулись в лагерь техасцев и объявили, что им не удалось достичь результата в ходе переговоров с Боулзом — индейцы были готовы сражаться насмерть за свои земли в Техасе.
Пока велись переговоры с чероки, Дуглас направил роту капитана Уильяма Кимбро из 70 человек в ближайшую деревню шауни, чтобы добиться от них нейтралитета. Ламар пообещал их вождям, что если они не поддержат чероки, им будет позволено остаться в Техасе. Прибыв к индейцам, Кимбро потребовал от них сдать ружейные замки. Шауни подчинились и обещали не участвовать в конфликте. 15 июля после полудня войско Дугласа покинуло Кэмп-Джонстон и направилось к индейским поселениям. Обнаружив деревню делаваров заброшенной, техасцы проследовали дальше, пока не столкнулись с чероки. Начался бой, в результате которого индейцы отступили.
Вождь Боулз и его люди ушли вверх по реке Нечес в предрассветные часы 16 июля. Они двинулись к новой деревне делаваров, расположенной к западу от реки. Отправив часть своих людей на запад к пограничным аванпостам, Дуглас продолжил преследование индейцев. Достигнув поселения делаваров, расположенного на холме, техасцы спешились и начали его штурм. Несмотря на упорное сопротивление индейцев, солдаты Дугласа продвигались вперёд. После полуторачасового боя чероки и делавары были рассеяны. Выбив индейцев из деревни, техасцы сожгли её.

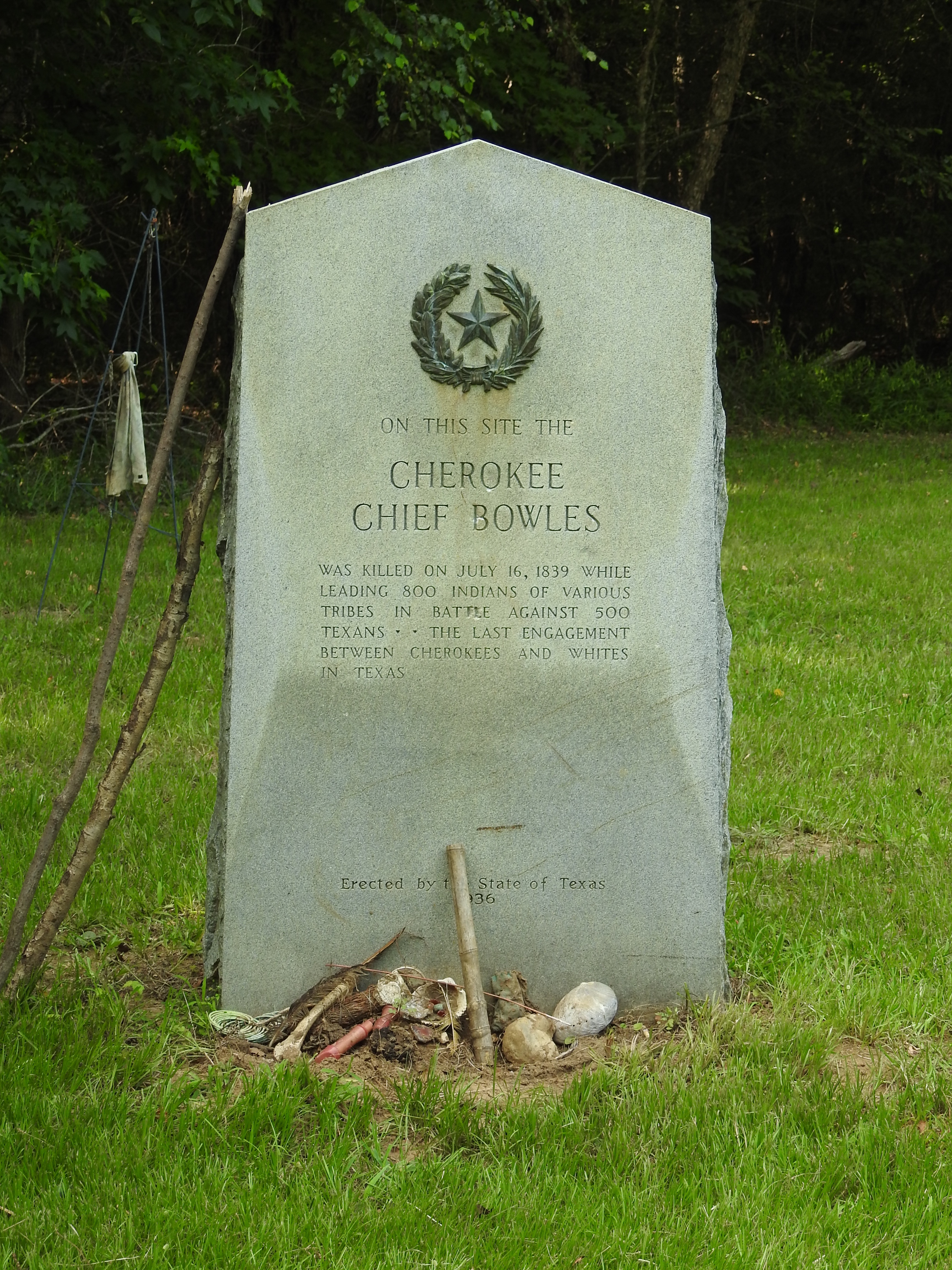
Памятник вождю Боулзу

Боулз на гнедом коне в чёрной военной шляпе, шёлковом жилете и кушаке, с саблей, подаренной Сэмом Хьюстоном, оставался на виду на протяжении всего сражения. В его лошадь попали семь пуль, а сам он был ранен при отступлении. Когда вождь чероки попытался покинуть поле боя, рядовой Генри Коннер выстрелил ему в спину. Боулз упал, но смог подняться и сел. Капитан ополченцев Боб Смит подбежал к индейцу и добил его выстрелом в голову.
Другой лидер чероки, вождь Гатунвали, также погиб в сражении. Келси Дуглас принял решение не преследовать отступающих индейцев, чем вызвал недовольство генерала Раска. Главнокомандующий техасской армии не видел необходимости в полном уничтожении своих врагов после победы в сражении и приказал оказать немедленную помощь своим раненым бойцам. Большинство солдат и офицеров получили огнестрельные ранения, но были пострадавшие и от стрел. После смерти своих вождей многие из выживших чероки бежали в старую деревню Боулза. Под покровом темноты индейцы вернулись в район боя, чтобы забрать тела убитых и тяжелораненых. На рассвете 17 июля чероки и примкнувшие к ним делавары начали свой путь на территорию Соединённых Штатов.

## Последствия
Во время сражения были убиты 8 техасцев, ещё 29 были ранены, в том числе генерал Раск и полковник Хью Маклауд. Потери индейцев оказались гораздо больше — около 100 человек убитыми.
Разбитые индейцы бежали в разные стороны. Большая часть переселилась на Индейскую территорию, некоторые вернулись в Арканзас, а одна группа ушла в Северную Мексику. В течение следующих нескольких дней техасская армия возобновила их преследование, уничтожая на своём пути кукурузные поля и сжигая хижины. Многие в Техасе посчитали сражение при Нечесе важной победой над индейцами, которая стала поворотным моментом в войнах с коренными народами в республике. Восточный Техас был полностью освобождён от проживающих там чероки и делаваров.
После разгрома чероки генералы техасской армии обратились к шауни. Обещание, данное им Ламаром, не было выполнено. Генерал Раск сообщил собравшимся вождям индейцев, что им тоже придётся покинуть Техас. Окружённые войсками, шауни отправились на Индейскую территорию. Прибывшие на территорию США индейцы получили пайки от возмущённого действиями Ламара генерала Мэттью Арбакла. После депортации индейских племён их территорию заняли поселенцы англосаксонского происхождения. Большие участки земли получили участвующие в сражении при Нечесе Эдвард Берлесон и Дэвид Бернет.